# Font de la Salamàndria
|  | No s'ha de confondre amb Font de la Salamandra. |

La Font de la Salamàndria o Font de la Salamandra és una font de Mataró (Maresme) protegida com a bé cultural d'interès local.

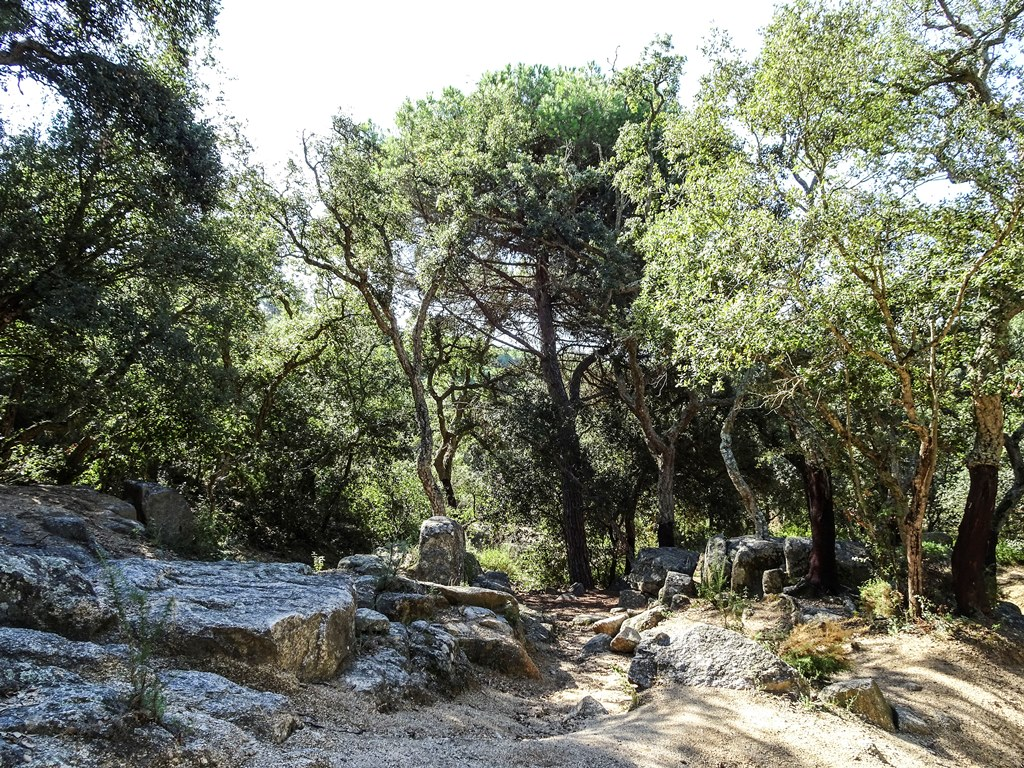
Els rocs de la Salamàndria

## Descripció
La font de la Salamàndria és la màxima expressió de la senzillesa, una autèntica font rural, camperola, arran de terra, al costat d'un xaragall amb un rústec boc de ferro que ofereix l'aigua en període intermitent. En aquest indret sobri i acollidor, amb sureres s'hi pot trobar l'herba anomenada Arenària i encara es pot veure alguna salamàndria.
Al costat de la font es troben els rocs de la Salamandra.

## Història
L'any 1951 fou restaurada per evitar que les torrentades la fessin desaparèixer.
D'antic fou coneguda per la font dels Caçadors.
No ha deixat mai de ser visitada i escollida per aplegar-hi grups i excursionistes.